# 고인구학

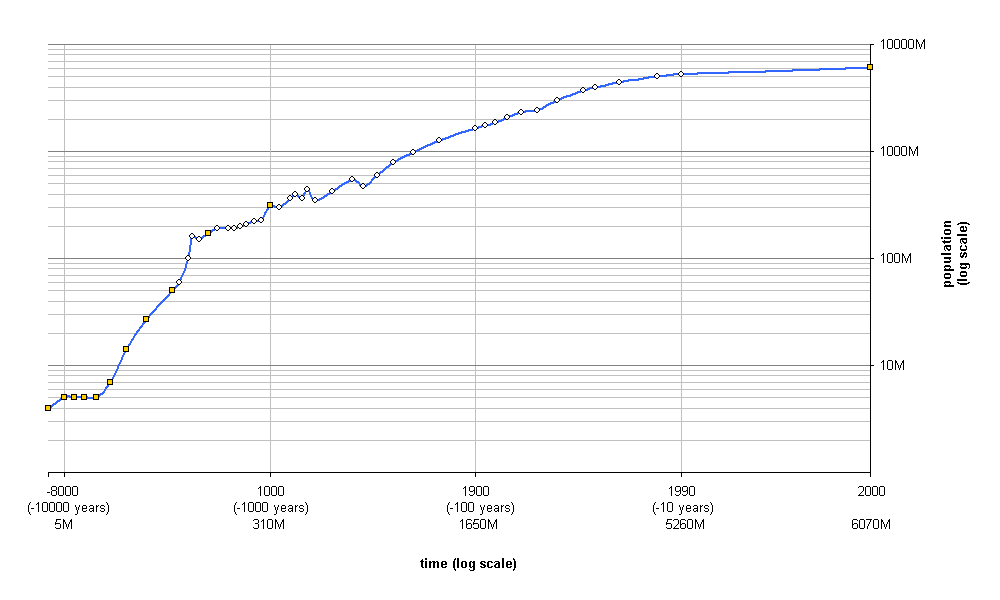

고인구학(paleodemography)은 사람의 유해를 통해 해당 인물이 살던 시대의 사회상 및 기후 등을 연구하는 학문이다. 보다 구체적으로 설명하면 고인구학은 이전 사람들의 수명과 건강에 대한 영향에 대한 무언가를 결정하기 위해 전근대 인구의 변화를 조사한다. 고대 인구 규모와 역학의 재구성은 생물고고학, 고대 DNA 및 현대 인구 유전학의 추론에 기반을 둔다.

## 같이 보기
- 역사인구학